# Lelystad

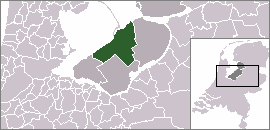
Karta över Flevoland med Lelystad markerat.

Lelystad är en kommun och stad i Nederländerna. Den är huvudstad i provinsen Flevoland och är uppkallad efter ingenjören och politikern Cornelis Lely.
Kommunen har 77 095 invånare (2017). Den ligger under havsnivån på tidigare havsbotten (polder) och skyddas av dammbyggnaderna/vallarna Houtribdijk och Afsluitdijk. De första fasta invånarna flyttade till området 1967. 
Naturreservatet Oostvaardersplassen på 56 km² ligger i sin helhet inom kommunens gränser. Mellan Lelystad och Dronten ligger jordkonstverket Observatorium Robert Morris. 

## Transport
Via den 26 kilometer långa dammbyggnaden Houtribdijk, som avskiljer Markermeer från IJsselmeer, finns en vägförbindelse till Enkhuizen. Motorväg A6 förbinder kommunen med Amsterdam, Almere, Noordoostpolder och Friesland. Järnväg förbinder Lelystad med Amsterdam, Almere och (sedan 2012) Zwolle. 